# ماريون (مغنية)
ماريون هي مغنية فلبينية، ولدت في 10 أبريل 1992.

## وصلات خارجية
- ماريون على موقع IMDb (الإنجليزية)
- ماريون على موقع ميوزك برينز (الإنجليزية)